# Arnaldo Otegi
Arnaldo Otegi Mondragón (Elgoibar, 6 luglio 1958) è un politico spagnolo di origini basche, attuale coordinatore generale di Euskal Herria Bildu (EH Bildu). Indipendentista basco di ideologia socialista, in precedenza è stato segretario generale di Sortu e portavoce di Batasuna. Durante la giovinezza è stato membro dell'organizzazione terroristica politico-militare basca ETA.
Dal 1995 al 2005 è stato un parlamentare basco prima in Herri Batasuna e successivamente in Euskal Herritarrok, dichiarati entrambi illegali in Spagna nel 2003 per essere stati giudicati espressioni politiche di ETA. Otegi è stato imprigionato cinque volte, l'ultima volta nel 2009, per appartenenza a una banda armata nel controverso «caso Bateragune», processo che nel 2018 la Corte europea dei diritti umani ha stabilito essere stato caratterizzato da parzialità da parte dei tribunali spagnoli.
Arnaldo Otegi è una delle figure più controverse della politica spagnola. Nonostante la sua iniziale militanza nell'ETA, negli anni fu un protagonista di rilievo nel processo che ha portato alla fine della violenza dell'ETA partecipando nel 1998 alla firma del patto di Estella in cui il gruppo armato basco dichiarò "tregua incondizionata e indefinita" ed è stato una figura decisiva quando nel 2011 ETA annunciò la "cessazione definitiva della sua attività armata".
La sua figura polarizza ancora oggi la politica spagnola. Pablo Iglesias (Podemos), o Josu Erkoreka (PNV) definiscono Otegi come un elemento chiave per la pace raggiunta nei Paesi Baschi paragonandolo alla figura di Gerry Adams nell'Irlanda del Nord. Altri, tuttavia, come Mariano Rajoy (PP) o Albert Rivera (Cs), hanno respinto questa affermazione facendo riferimento alle numerose condanne a Otegi per terrorismo e collaborazionismo con ETA.

## Biografia
Arnaldo Otegi è nato nella provincia di Gipuzkoa nella città di Elgoibar il 6 luglio 1958, dove ha incontrato Julia Arregi Gorrotxategi, con la quale si è sposato e ha avuto un figlio, Hodei, e una figlia, Garazi.

### La militanza in ETA
Ventenne, nella seconda metà degli anni '70 Otegi entra in contatto con la banda armata ETA, organizzazione politico-militare di ispirazione socialista ed indipendentista basca. Resosi colpevole, secondo la giustizia spagnola, dell'esplosione di una stazione di benzina, del furto di veicoli armati e dell'assalto al governo militare di San Sebastián oltre che una serie di rapine, nel 1977 Otegi fugge oltre il confine, in Francia, che inizia ad utilizzare come base di appoggio per proseguire la sua attività terroristica nei Paesi Baschi.
Nel febbraio 1979 partecipò al rapimento del direttore di Michelín a Vitoria, Luis Abaitua, che venne nascosto in una grotta a Elgóibar per dieci giorni. Nel 1983 fu arrestato per la prima volta in Francia, mentre l'8 luglio 1987, dopo essere stato catturato ancora una volta in Francia, viene consegnato alle autorità spagnole al posto di confine di Hendaye. Nel febbraio del 1989 Otegi fu dichiarato colpevole del rapimento di Abaitua e condannato a sei anni di prigione. Durante il suo soggiorno in prigione si è laureato in Lettere e Filosofia.

### L'attività politica
Nelle elezioni regionali del 23 ottobre 1994, venne inserito nella lista elettorale di Herri Batasuna nella circoscrizione di Gipuzkoa, entrando poi il 27 settembre 1995 nel parlamento basco in sostituzione del deputato Begoña Arrondo. Nel novembre 1997, una sentenza della Corte Suprema Spagnola ha condannato i membri del Consiglio nazionale di Herri Batasuna a sette anni di carcere per aver tentato di diffondere un video di ETA durante le elezioni generali del 1996. L'imminente prigionia dei membri del Consiglio nazionale portarono ad eleggere Otegi membro nella leadership di Herri Batasuna.
Il 12 settembre 1998, Otegi partecipò alla firma del Patto di Estella, che proponeva al fine di risolvere il conflitto basco, l'inizio di un processo di dialogo senza "precondizioni" e una seconda fase che richiedeva al gruppo armato una "rinuncia permanente della violenza"; proposte che hanno portato ad una tregua temporanea delle attività armate di ETA. Alle elezioni autonome dell'ottobre 1998 è stato candidato a Gipuzkoa della piattaforma politica Euskal Herritarrok (nuova espressione politica di Herri Batasuna). EH ottenne i migliori risultati dalla sinistra indipendentista in dieci anni, diventando la terza forza politica nei Paesi Baschi e, dopo le elezioni regionali del 1999, anche la terza a Navarra.
Nel 2001 Otegi, che nello stesso anno aveva fondato il nuovo partito Batasuna, iniziò a incontrarsi segretamente e in modo informale con Jesús Eguiguren, allora presidente del Partito socialista di Euskadi (PSE), nella frazione Txillarre di Elgóibar. Questi incontri, che sarebbero durati fino al 2006, sono serviti come punto di partenza per il fallito processo di pace con l'ETA del governo socialista di Rodríguez Zapatero. Batasuna venne dichiarata fuorilegge nel 2003. Nel novembre dell'anno successivo Otegi partecipando ad un atto di Batasuna al velodromo di Anoeta, ha proposto come unico mezzo il dialogo per risolvere il conflitto basco.

### Processi giudiziari
Il 26 maggio 2005, nel pieno dibattito sui negoziati del governo con ETA, Otegi è entrato in una prigione preventiva accusato di appartenenza a una banda armata nel caso di Herriko Tabernas. Due giorni dopo lasciò la prigione dopo aver depositato una cauzione di 400 000 euro. Nel novembre 2005, fu condannato dalla Corte Suprema a un anno di prigione per aver insultato la Corona, a causa delle dichiarazioni che aveva fatto nel 2003. Il 29 marzo 2006, il giudice Fernando Grande-Marlaska ha ordinato la sua prigionia, accusato di aver provocato più di cento atti violenti in uno sciopero tenuto nei Paesi Baschi e in Navarra il 9 dello stesso mese. Ha lasciato la prigione pochi giorni dopo aver depositato 250 000 euro di cauzione.
Mentre il governo spagnolo negoziava con ETA a Ginevra (Svizzera) e Oslo (Norvegia), tra il 20 settembre e il 10 novembre 2006, Arnaldo Otegi e Rufi Etxeberria, in rappresentanza del fuorilegge Batasuna, si sono incontrati regolarmente nel Santuario di Loyola con Jesús Eguiguren e Rodolfo Ares, per il Partito socialista di Euskadi (PSE), e con Josu Jon Imaz e Iñigo Urkullu, per il Partito Nazionalista Basco (PNV), al fine di raggiungere un pre-accordo politico per promuovere, senza successo, il processo di pace.
Nel gennaio 2009, la Corte Superiore di Giustizia dei Paesi Baschi ha archiviato il caso, tra gli altri, con Otegi e Lehendakaris Patxi López (PSE) e Juan José Ibarretxe (PNV), per la riunione del 2006 e 2007; ma nel marzo dello stesso anno fu accusato di esaltare il terrorismo per la sua partecipazione all'atto politico del 2004 al velodromo di Anoeta. A metà marzo 2011, la Corte europea dei diritti dell'uomo ha condannato lo Stato spagnolo a pagare la somma di 20 000 euro per danni morali per "violazione della libertà di espressione di Otegi" in caso di "insulti alla Corona".

### Il caso Bateragune
Il 13 ottobre 2009, Otegi è stato nuovamente arrestato con l'ex segretario generale del sindacato LAB Rafael Díez Usabiaga e altri tre referenti della sinistra abertzale, accusato nel "caso Bateragune" per aver tentato di riorganizzare la cupola della leadership di Batasuna. Questi arresti generarono una delle più alte concentrazioni di protesta di quegli anni nei Paesi Baschi, che fu convocata dalla maggioranza sindacale basca e sostenuta da tutti i partiti nazionalisti. Nel settembre 2011, il tribunale nazionale ha condannato Otegi e Díez Usabiaga a dieci anni di carcere e dieci anni di squalifica per aver ricoperto "ruoli dirigenziali nell'ETA" attraverso l'organismo di coordinamento chiamato Bateragune. Durante il processo, Otegi respinse categoricamente la violenza dell'ETA, un'organizzazione che a gennaio aveva già dichiarato un cessate il fuoco" permanente, generale e verificabile "e in ottobre annunciò la" cessazione definitiva dell'attività armata ".Successivamente, nel maggio 2012, la pena detentiva sarebbe stata ridotta dalla Corte suprema a sei anni e mezzo, considerando che non vi era alcun argomento valido per considerarli leader di tale organizzazione.
Durante la prigionia, diversi atti di sostegno si sono susseguiti per chiedere il suo rilascio in una campagna internazionale che includeva personalità di spicco, come gli ex presidenti José Mujica (Uruguay), Fernando Lugo (Paraguay) e José Manuel Zelaya (Honduras), i Premi Nobel per la pace Mairead Corrigan-Maguire, Adolfo Pérez Esquivel e Desmond Tutu, il filosofo Noam Chomsky, il vincitore del Premio Pulitzer Alice Walker, l'attivista afroamericano Angela Davis, lo scrittore e cineasta Tariq Ali, l'attore premio Oscar Haskell Wexler, l'ex procuratore generale degli Stati Uniti William Ramsey Clark, oltre ad una serie di altri leader politici della sinistra europea e di altre sigle indipendentiste/autonomiste catalane e galiziane. Il 17 ottobre 2015, diverse migliaia di persone hanno distaccato una manifestazione a San Sebastián per chiedere la libertà di Otegi e Díez Usabiaga dopo il rilascio degli altri tre condannati per il "caso Bateragune".
Il 1 ° marzo 2016, Otegi ha lasciato il carcere di Logroño dopo aver scontato completamente la pena detentiva. Nel giugno dello stesso anno, il Ministero degli Interni francese ha annullato l'ordine di espulsione che gli era stato imposto nel 1984.

### Euskal Herria Bildu
Dopo il suo rilascio dal carcere, EH Bildu ha nominato Otegi come candidato alla presidenza del governo basco per le elezioni regionali del 2016. Il 24 agosto dello stesso anno il consiglio di amministrazione elettorale di Gipuzkoa ha stabilito che non poteva essere un candidato perché era stato disabilitato come parte della sua sentenza. Questa decisione, successivamente approvata dalla Corte costituzionale è stato aspramente criticato da formazioni politiche come Unidos Podemos, Partito Nazionalista Basco, Esquerra Republicana de Catalunya e Partido Democrata Catalán.
Il 6 novembre 2018, la Corte europea dei diritti dell'uomo ha stabilito che il processo condotto nel cosiddetto "caso Bateragune" per il quale è stato condannato per terrorismo non era stato giusto a causa della mancanza di imparzialità del magistrato che presiedette la Corte.